# Уйбаи
Уйбаи (порт. Uibaí)  —  муниципалитет в Бразилии, входит в штат Баия. Составная часть мезорегиона Северо-центральная часть штата Баия. Входит в экономико-статистический микрорегион Иресе. Население составляет 13 809 человек на 2006 год. Занимает площадь 515,662 км². Плотность населения — 26,8 чел./км².

## Статистика
- Валовой внутренний продукт на 2003 год составляет 21 568 416,00 реалов (данные: Бразильский институт географии и статистики).
- Валовой внутренний продукт на душу населения на 2003 год составляет 1572,04 реала (данные: Бразильский институт географии и статистики).
- Индекс развития человеческого потенциала на 2000 год составляет 0,615 (данные: Программа развития ООН).